# Lista de músicos de soul

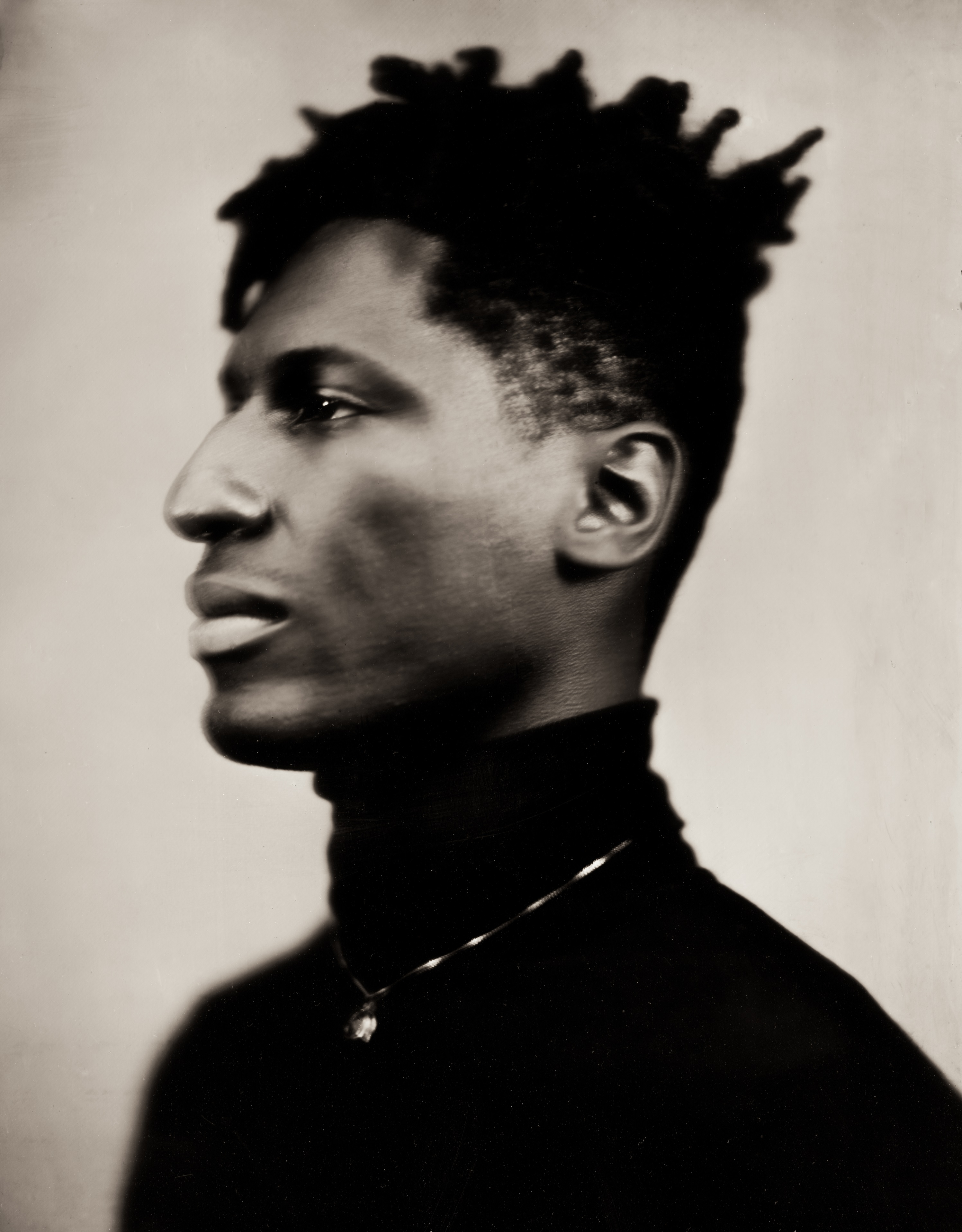
“Soul” with Jon Michael Batiste, captured for the first time in the historic 1851 wet plate collodion process of pure silver on glass. Jon recently won an Oscar and has 11 Grammy nominations later this week. Carl Zeiss Tessar 300mm lens, f4.5, 11 seconds of exposure, 8x10” black glass ambrorype, continuous fluorescent bulbs, Nostalgic Glass Wet Plate Studio, Bismarck, North Dakota, taken on 3-29-2022, Plate #4208.

Esta é uma lista de músicos de soul, ou seja, uma lista que contém músicos que, de modo significativo, produzem ou produziram canções que se enquadram no gênero Soul.
- Al Green

| - Adele - Al Green - Amy Winehouse - Anita Baker - Aretha Franklin - Arthur Alexander - Anastacia - Atlantic Starr - Aurea - Beyoncé - Bruno Mars - Cee Lo Green - Chet Faker - Christina Aguilera - Corinne Bailey Rae - Darren Criss - David Bowie - Duffy - David Ruffin - D'Angelo - O'Jays - Tim Maia | - Elton John - Fiona Apple - James Brown - Janelle Monáe - Jessie J - Joss Stone - Lauryn Hill - Lionel Richie - Kelly Clarkson - Michael mcdonald Mariah Carey - Marvin Gaye - Michael Jackson - Maxwell - Otis - Patricia Marx - Paloma Faith - Prince - Rihanna - Seal - Stevie Wonder - Tim Maia - Tina Turner - Tweet - Whitney Houston |